# Ulica Tadeusza Kościuszki w Krakowie
Ulica Tadeusza Kościuszki – ulica w Krakowie, w dzielnicy VII Zwierzyniec na Półwsiu Zwierzynieckim oraz, za mostem na Rudawie, na Zwierzyńcu.
W średniowieczu była to droga prowadząca do klasztoru norbertanek. Jako bezimienny szlak widnieje na planach z końca XVIII wieku. 
W latach 1849–1855 została przebudowana przez wojsko austriackie, prowadziła wtedy do szańców na dzisiejszym Salwatorze oraz do fortu „Kościuszko”. Nazywano ją drogą do Bielan.
W chwili włączenia Półwsia Zwierzynieckiego do Krakowa w 1909 roku, nosiła już obecną nazwę.
W 1913 wzdłuż ulicy wybudowano pierwsze w Krakowie normalnotorowe torowisko tramwajowe. Ulica ta razem ze swoim przedłużeniem, ulicą Księcia Józefa, stanowi drogę wyjazdową z Krakowa na zachód (w ciągu drogi wojewódzkiej nr 780).
W czasach PRL była częścią drogi państwowej nr 33.
Ulicą Kościuszki wiedzie trasa corocznego pochodu Lajkonika. Odbywają się tu także obchody święta Emaus.

## Zabudowa
Zabudowa ulicy to głównie czynszowe kamienice z przełomu XIX i XX wieków oraz kilka budowli użyteczności publicznej.
- ul. Kościuszki 5 – Hotel Novotel Kraków Centrum
- ul. Kościuszki 16 – przystań wioślarska KS Nadwiślan
- ul. Kościuszki 37 – Dwór Łowczego, zw. też "Pałacem Łowczego", "Pałacem", "Domem Łowczego", "Pańską Karczmą" lub "Sołectwem". Tradycja głosi, że budowla ta została wzniesiona na miejscu starego zameczku myśliwskiego, w którym wypoczywali i przygotowywali się do polowań na pobliskich terenach łowieckich (Las Wolski) polscy królowie. Badania konserwatorskie wykazały, iż w pałacu zachowały się relikty XVI-wiecznej budowli. Te detale architektoniczne mogą zatem potwierdzić metrykę rezydencji związaną z czasem powstania nowego zwierzyńca królewskiego. Obecny swój kształt obiekt uzyskał w początkach XVIII w., kiedy to nadano mu cechy stylu barokowego. Dwór posiadał wówczas gustownie i wykwintnie urządzone wnętrza, co potwierdzają nowsze badania, podczas których odsłonięto m.in. cenne polichromie. Czas obszedł się niezbyt łaskawie z dworem Łowczego. Był on wielokrotnie dewastowany i niszczony, przebudowywano jego wnętrza, zatracając ich pierwotny układ, aż ostatecznie stracił swój reprezentacyjny charakter. Po kolejnej gruntownej przebudowie w l. 1903–1904, stary pałac został przeznaczony na wytwórnię wódek. W następnych dziesięcioleciach budowla popadała w coraz większe zaniedbanie. W ostatnich latach przeprowadzono jej gruntowną restaurację[2]. Obecnie jest siedzibą wydawnictwa „Znak”.
- ul. Kościuszki 38 – Ośrodek Sportów Wodnych AZS AWF
- ul. Kościuszki 88 – Kościół św. Augustyna i św. Jana Chrzciciela oraz klasztor norbertanek

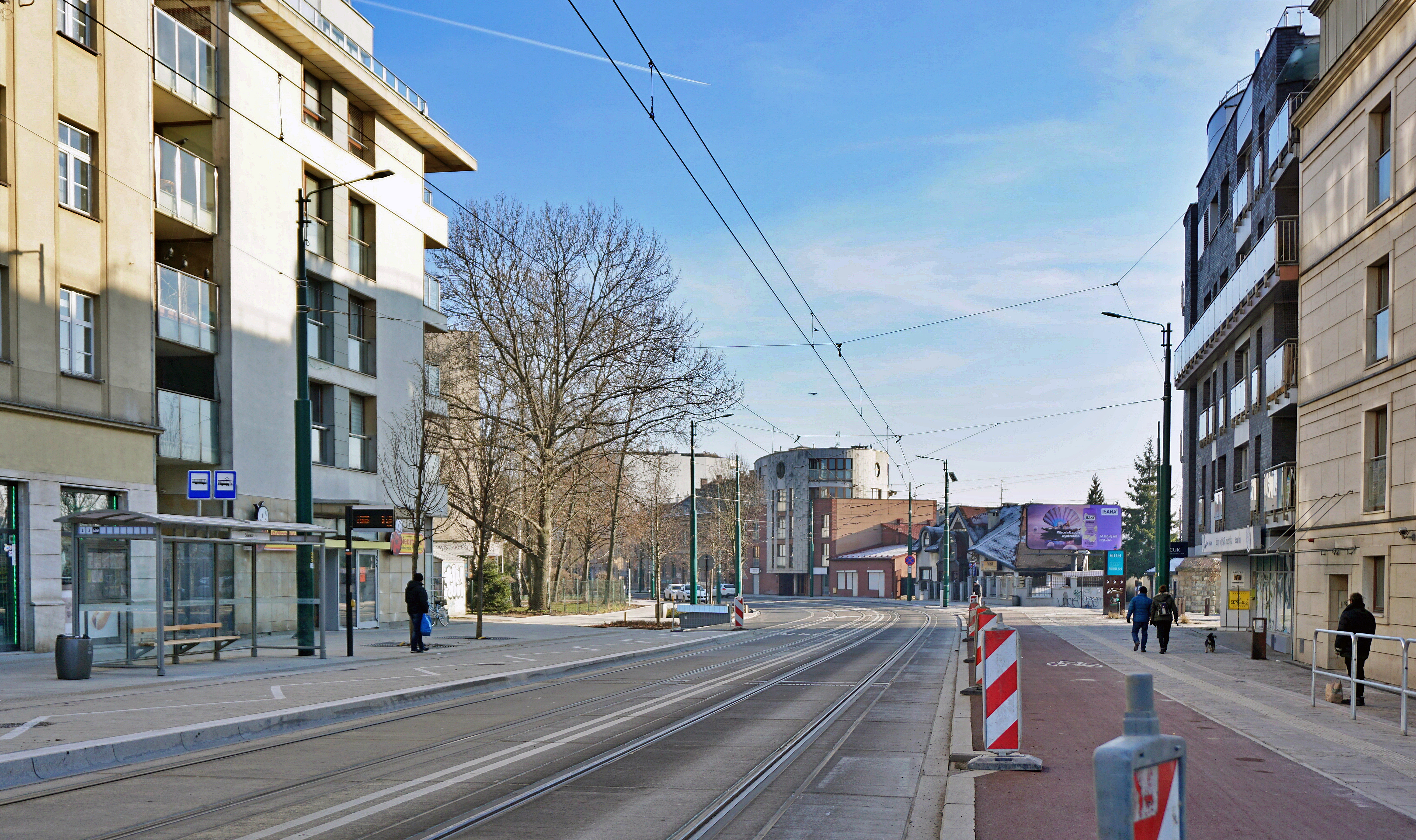
Widok na wschód od skrzyżowania z ulicą Senatorską
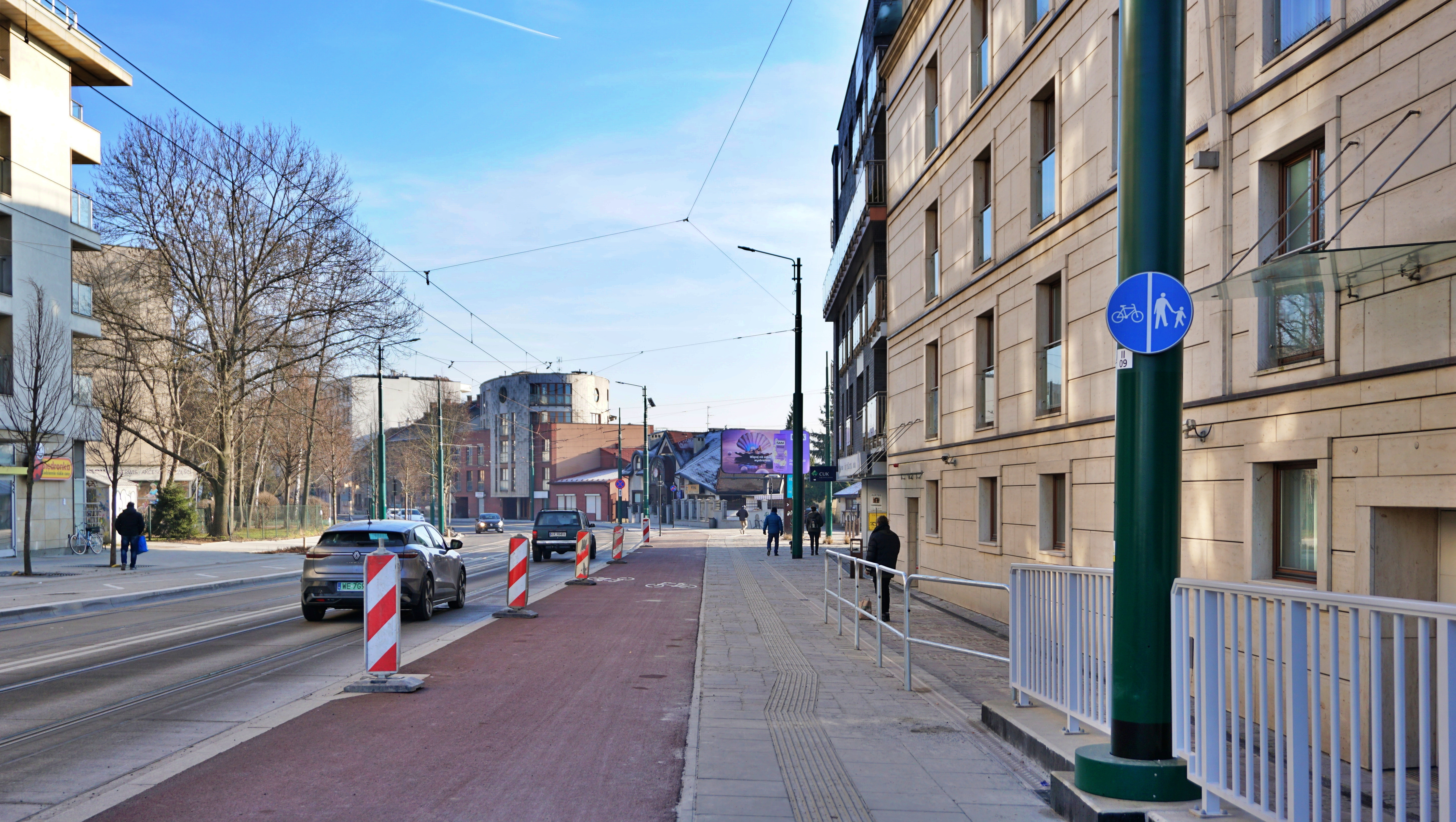
Ścieżka rowerowa
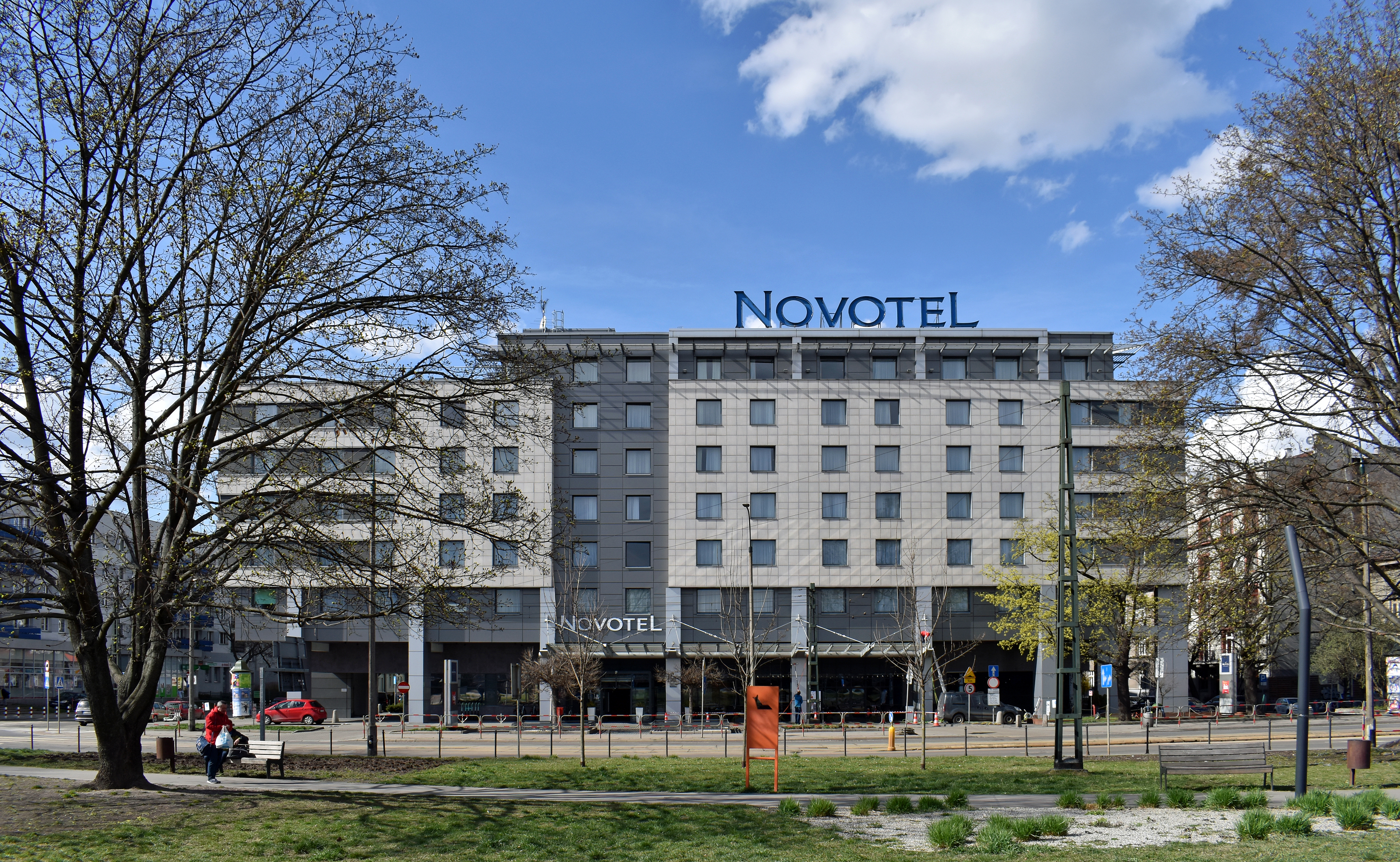
ul. Kościuszki 5 Novotel Krakow Centrum
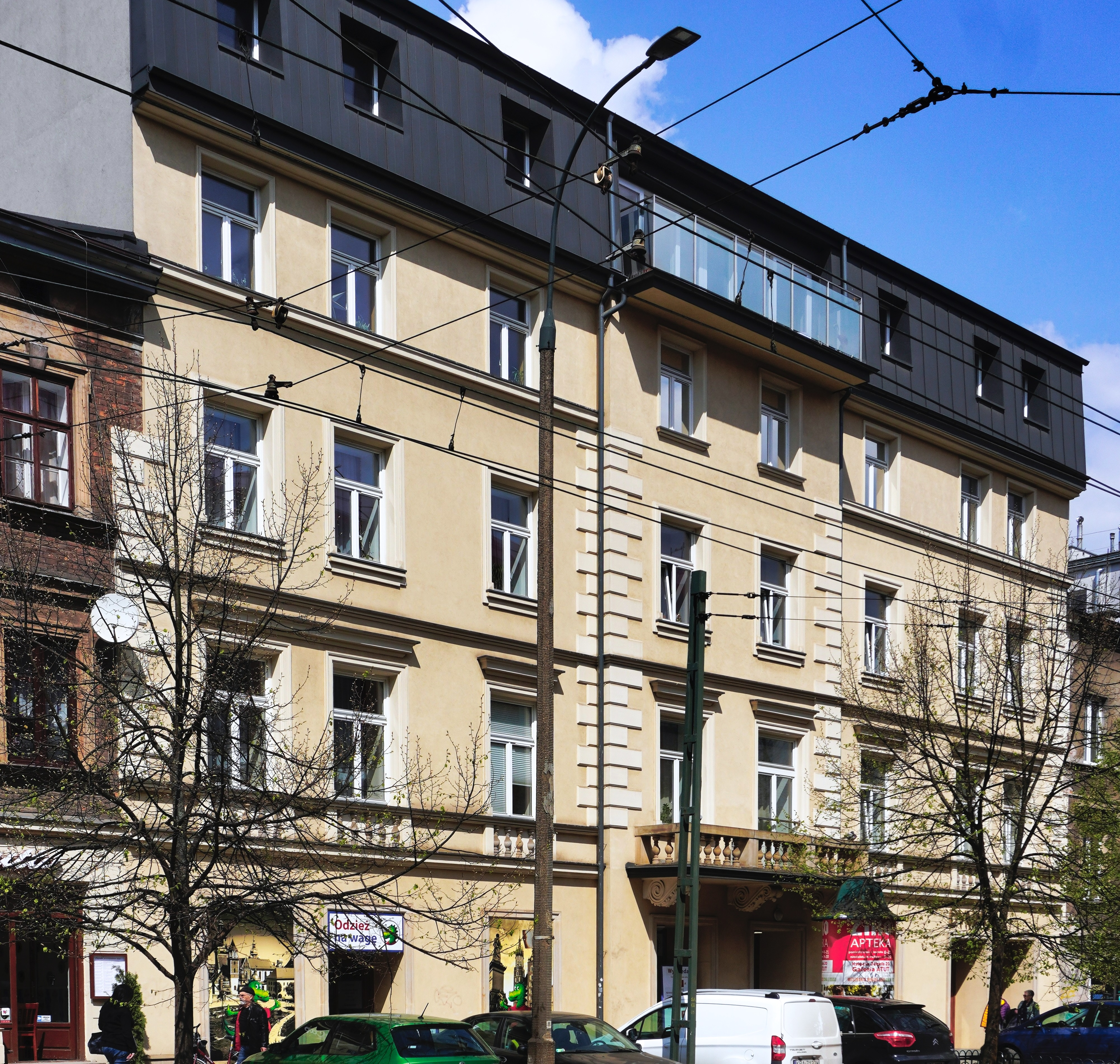
ul. Kościuszki 19 Kamienica (ok. 1910)
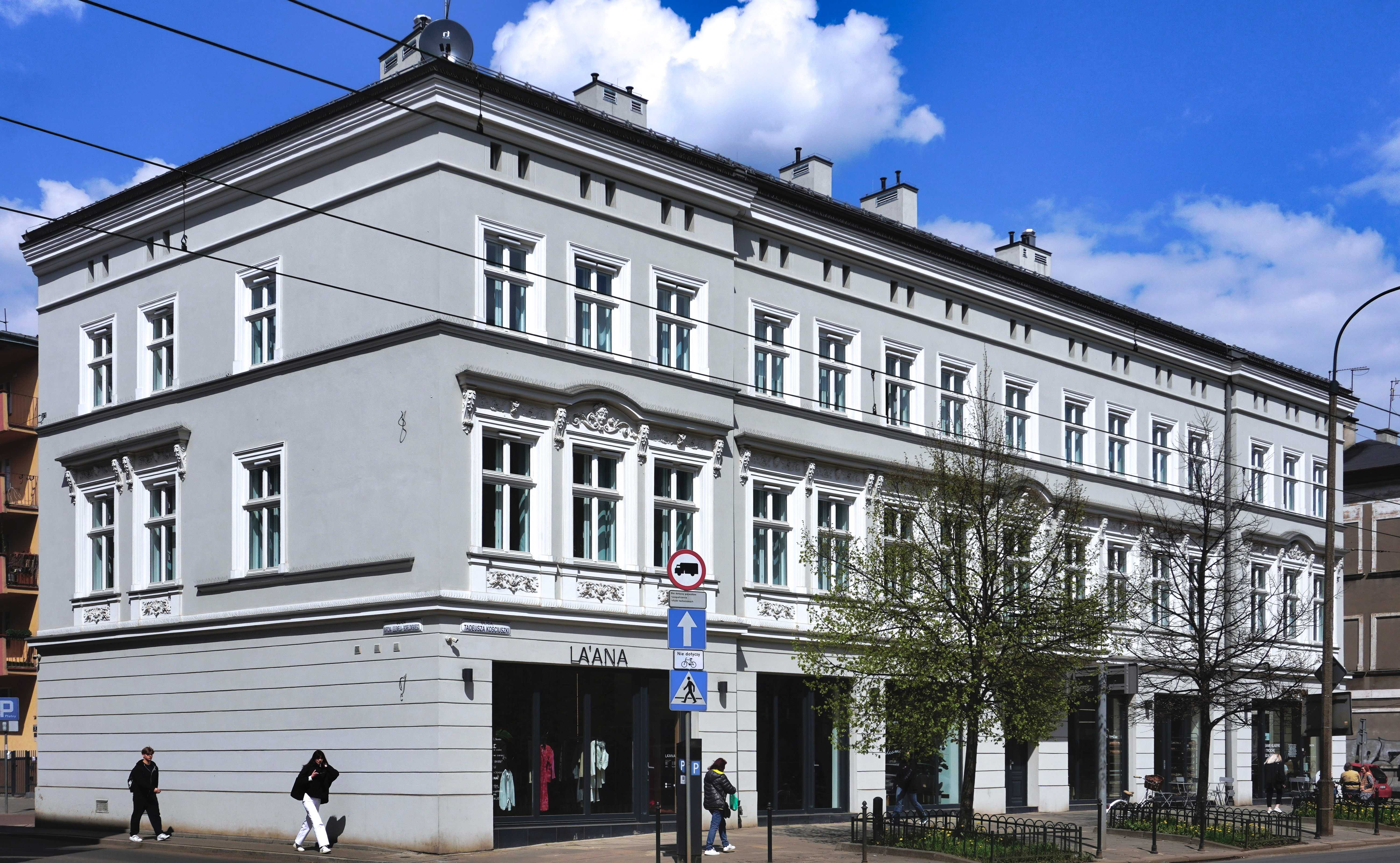
ul. Kościuszki 27 Kamienica (ok. 1905)
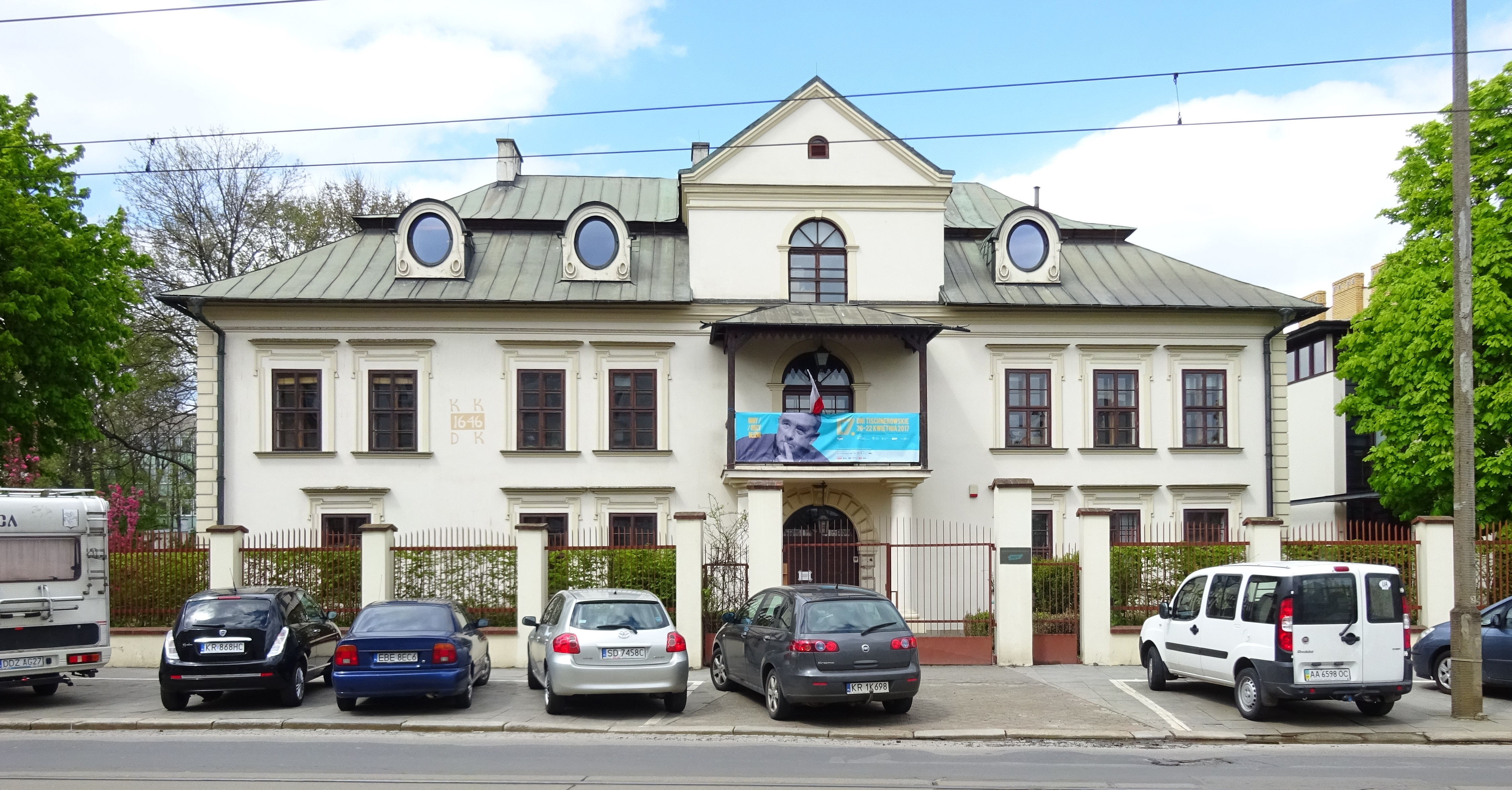
ul. Kościuszki 37 Dwór Łowczego
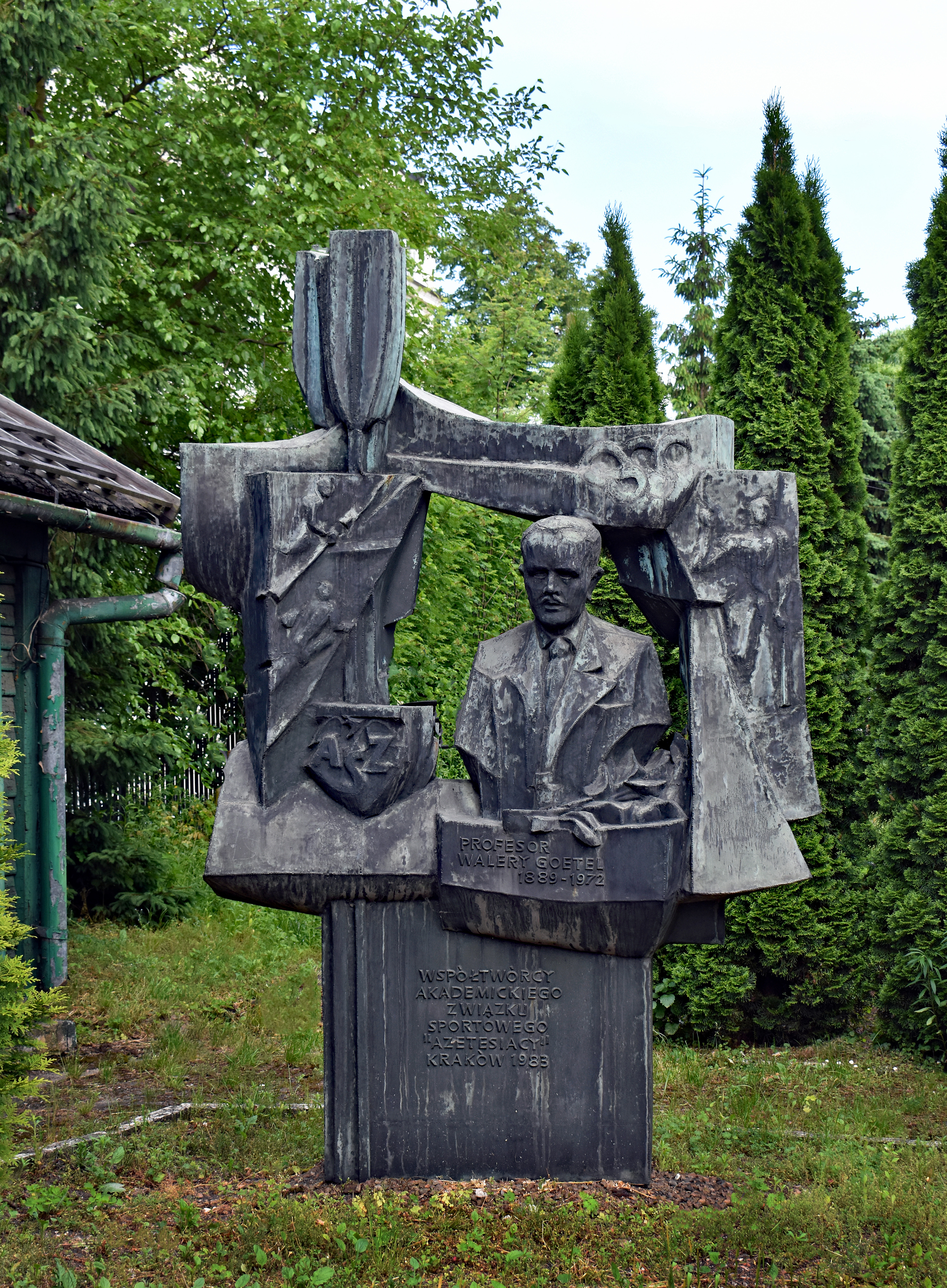
ul. Kościuszki 38 Przystań wioślarska AZS Pomnik Walerego Goetla
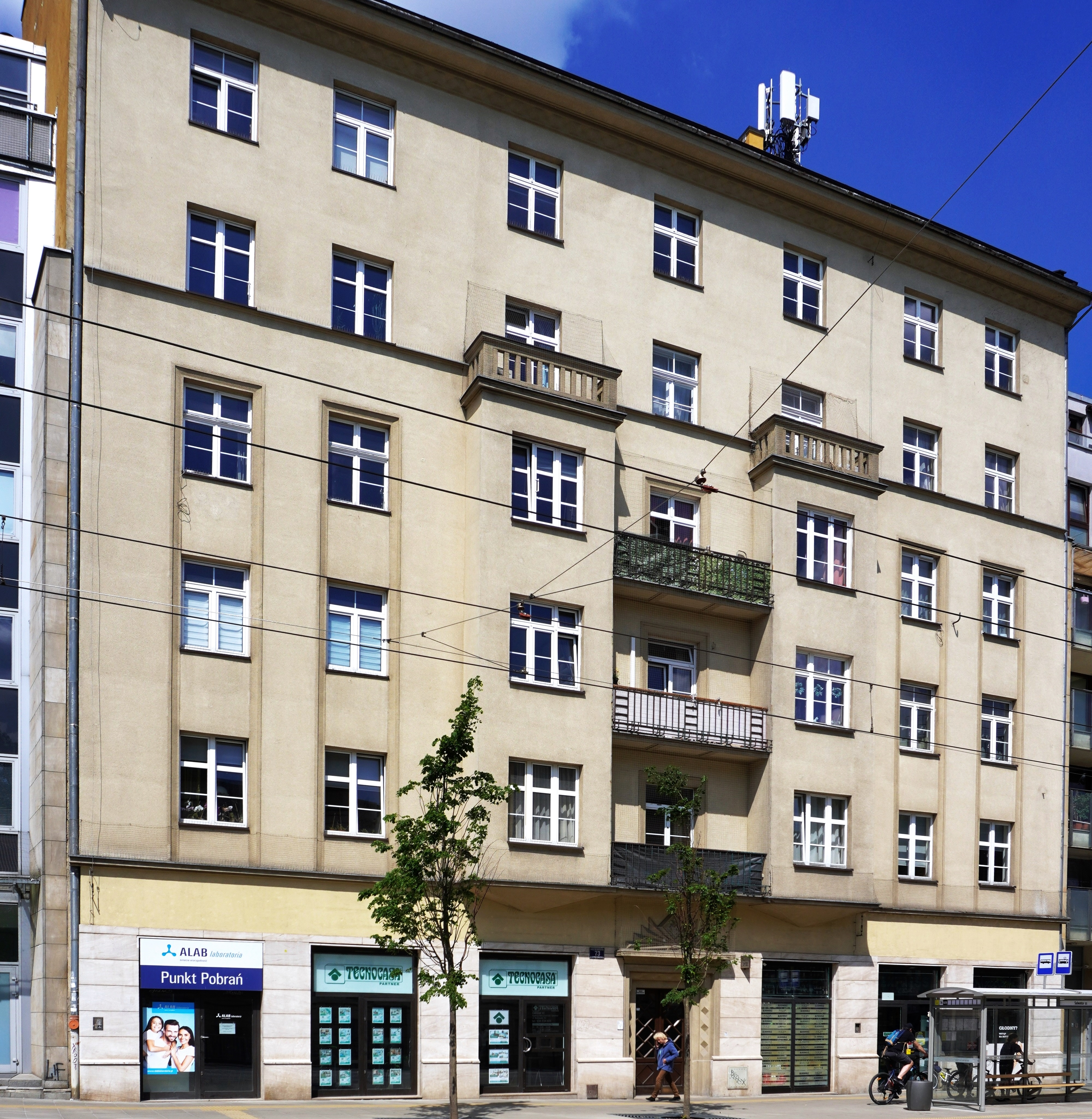
ul. Kościuszki 73 Kamienica (proj. Artur Romanowski, 1930–1931)
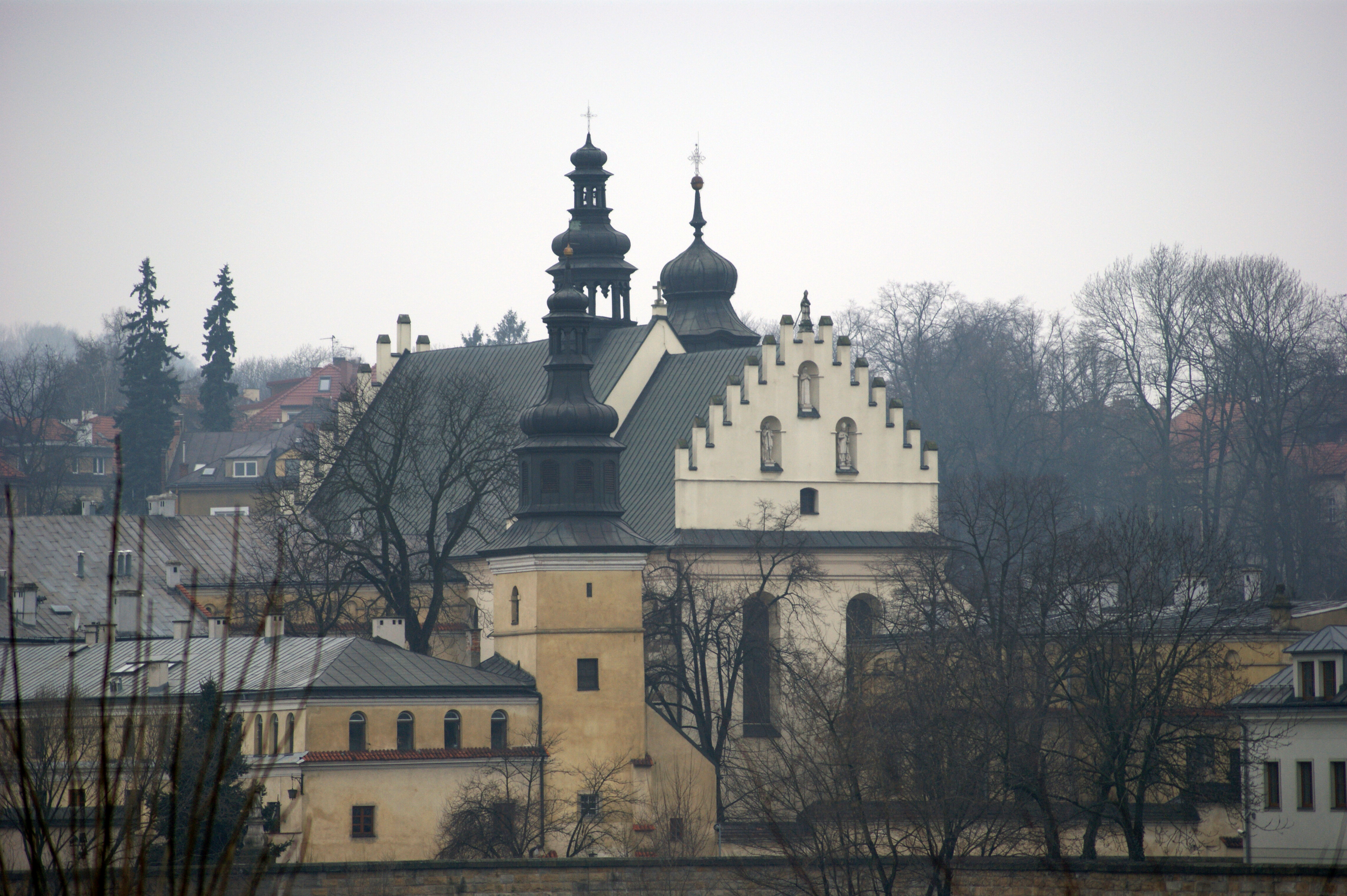
ul. Kościuszki 88 Kościół i klasztor norbertanek
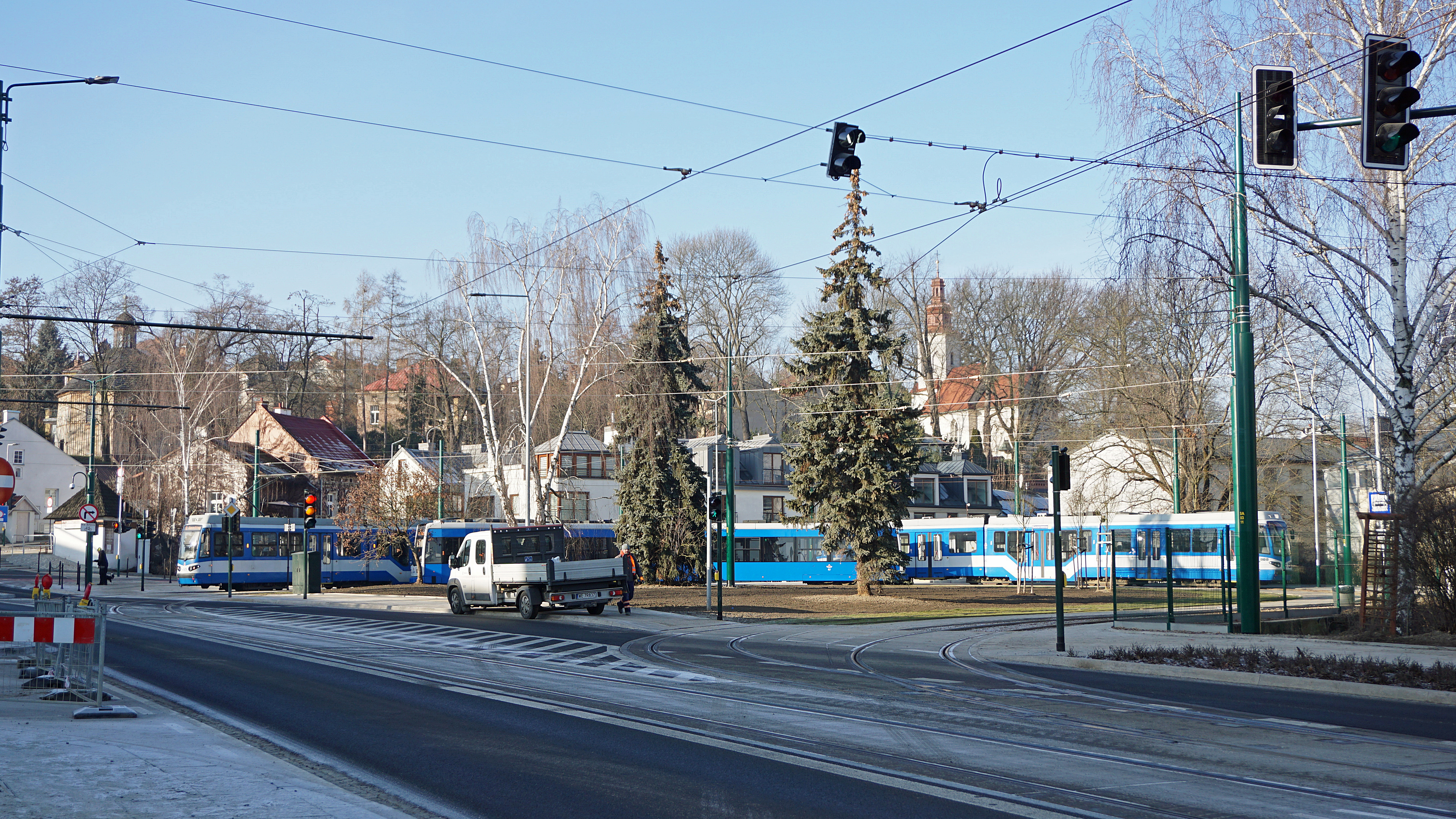
Pętla tramwajowa „Salwator” znajdująca się przy ul. Kościuszki

## Źródła
- Elżbieta Supranowicz Nazwy ulic Krakowa, Wydawnictwo Instytutu Języka Polskiego PAN, Kraków 1995, ISBN 83-85579-48-6
- Praca zbiorowa Zabytki Architektury i budownictwa w Polsce. Kraków, Krajowy Ośrodek Badań i Dokumentacji Zabytków Warszawa 2007, ISBN 978-83-9229-8-1
- Praca zbiorowa Encyklopedia Krakowa, wydawca Biblioteka Kraków i Muzeum Krakowa, Kraków 2023, ISBN 978-83-66253-46-9 t. I s. 761